# Електромагнітний вихровий змішувач

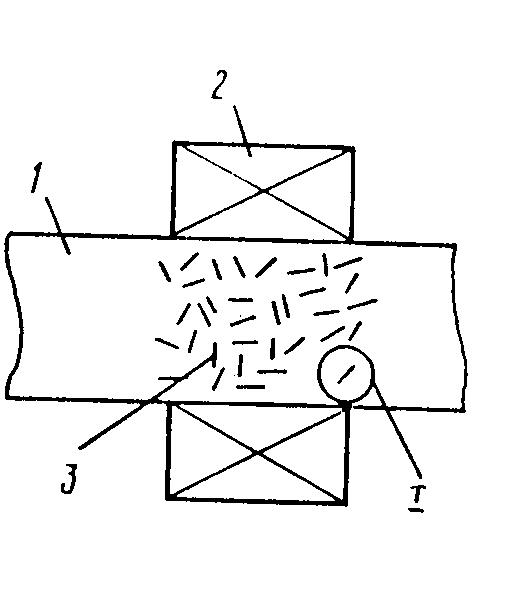
Електромагнітний вихровий змішувач: 1 — робоча камера; 2 — індуктор; 3 — феромагнітні тіла.

Електромагнітний вихровий змішувач — змішувач неперервної дії, ідея якого базується на використанні індуктора електромагнітного поля і феромагнітних тіл, які можуть вільно пересуватися в об'ємі суспензії (рис.). Під дією змінного електромагнітного поля феромагнітні тіла інтенсивно рухаються, утворюючи в об'ємі робочої камери (обмеженої сіткою) вихровий шар.
Траєкторія руху кожного такого феромагнітного тіла може бути нелінійною за рахунок ефекту «рискання», що досягається зміщенням його центру ваги.
Переваги апарату — відсутність обертових елементів суміщення його з трубопроводами.